# Heitoraí
Heitoraí är en kommun i Brasilien.   Den ligger i delstaten Goiás, i den centrala delen av landet, 200 km väster om huvudstaden Brasília. Antalet invånare är 3 568.
Omgivningarna runt Heitoraí är huvudsakligen savann. Runt Heitoraí är det glesbefolkat, med 15 invånare per kvadratkilometer.